# Bob the Drag Queen
Christopher Delmar Caldwell (Columbus, 1986. június 22. –) ismertebb nevén Bob the Drag Queen, amerikai drag királynő, humorista, színész, aktivista, zenész, dalszerző és valóság-show személyiség. Ő  leginkább arról ismert, hogy megnyerte a RuPaul's Drag Race nyolcadik évadát. 2020-ban több mint egymillió követője van az Instagramon, és ő volt az első fekete Drag Race királynő, aki elérte ezt a mérföldkövet. A Drag Race után színészetet folytatott, és olyan televíziós műsorokban szerepelt, mint a High Maintenance (2016), a Tales of the City (2019) és  a The Black Lady Sketch Show (2019). 2020-ban az Itt Vagyunk társműsorvezetője az HBO-n a Drag Race többi volt versenyzőivel, Eureka O'Hara -val és Shangela -val együtt. A sorozat elismerést kapott a kritikusoktól.

## A kezdetek
1986-ban született "Caldwell" vezetéknévvel, amelyet később beépített a "Caldwell Tidicue" szakmai névbe. 1986-ban született Columbusban, Georgiában, és a Georgia állambeli Clayton megyében nevelkedett. Caldwell elmagyarázta: "Hívhatod gettónak. Mondhatod. Onnen származom." Anyjának volt egy drag bárja a georgiai Columbusban. Azokon az éjszakákon, amikor nem engedhetett meg magának egy bébiszittert, bevitte Caldwellt a drag bárba, ahol dolgozott, és pénzt gyűjtött a vendégektől.
Caldwell úgy jellemezte édesanyját, mint aki támogató befolyást gyakorolt az életére. Elmagyarázta: "Én is egy olyan anyukával nőttem fel, aki azt mondta nekem, hogy bármit meg tudok csinálni, szóval úgy voltam vele: "Nem is tudjátok, milyen csodálatos vagyok." Anyám egyike volt azoknak az anyukáknak, akik azt mondták: „Olyan jóképű vagy, miért nem modellkedsz? Jóképű vagyok, de modell... ne őrüljünk meg." Bobra több más drag királynő is hatott, mint például a Peppermint, Bianca Del Rio, BeBe Zahara Benet és a Testvéri rivalitás társműsorvezetője, Monét X Change.
Tinédzserként Caldwell a Morrow High Schoolba járt. Ezután a Columbus Állami Egyetemen folytatta színházi tanulmányait.
Amikor Caldwell 22 éves volt, New Yorkba költözött 500 dollárral és két bőrönddel. Eredetileg színész és standup komikus akart lenni. Mielőtt drag királynő lett volna, Caldwell évekig dolgozott gyermekszínházban, és "mindig úgy találta, hogy a gyerekek örömforrást jelentenek számára".

## Karrier

### 2009–2015: Drag karrier kezdetei
2009 nyarán Caldwell elkezdett drag királynő lenni, miután megnézte a RuPaul's Drag Race első évadát a TiVo -n. Elmondta, hogy "megszállottja lett" a műsornak, és ez azonnal arra ösztönözte, hogy TK-7 sminkkészletet rendeljen a Ben Nye webhelyéről. Az első bemutatója óta karaktere a stand-up comedy rutinokra összpontosított, és néhány hónapos drag után elkezdett lip sync-elni. Kezdő művészneve Kittin Withawhip volt, ami utalt az 1964-es, Ann-Margret főszereplésével készült Kitten with a Whip című filmre. A nevével szerepelt Leland Bobbé Half Drag Series-jében. A korai drag-karrierje során Caldwell egy kilenc láb hosszú bullwhip -pal lépett fel.
Pályafutása elején Caldwell drag királynőként szembesült kihívásokkal. Ahogy leírta: "Ez nem hozott nekem pénzt és nem hozott fellépéseket. Sokba került. Minden csütörtökön megcsináltam egy versenyt. Aztán szerdán még egyet. És kedden még egyet. Soha nem nyertem egyiken sem. Soha. Néhány év után végre nyertem egyet. Nagyon addiktív és szórakoztató volt versenyezni."
2013-ban Caldwell hivatalosan Bob the Drag Queen változtatta művésznevét. Ahogy elmagyarázta, egy karaoke-koncerten: „A srác azt mondja: „Köszönet a házigazdának. . . Katenek. Az este folyamán újra bemutatkoztam „Kate a Drag Királynő”, majd „Kim a Drag Királynő” néven. Aztán az éjszaka végén azt mondtam: „Köszönjétek . . Bob, a Drag Királynőnek. És úgy voltam vele: „Ez nagyon viccesen hangzik.”

### 2016–2019:RuPaul's Drag Race8. évad

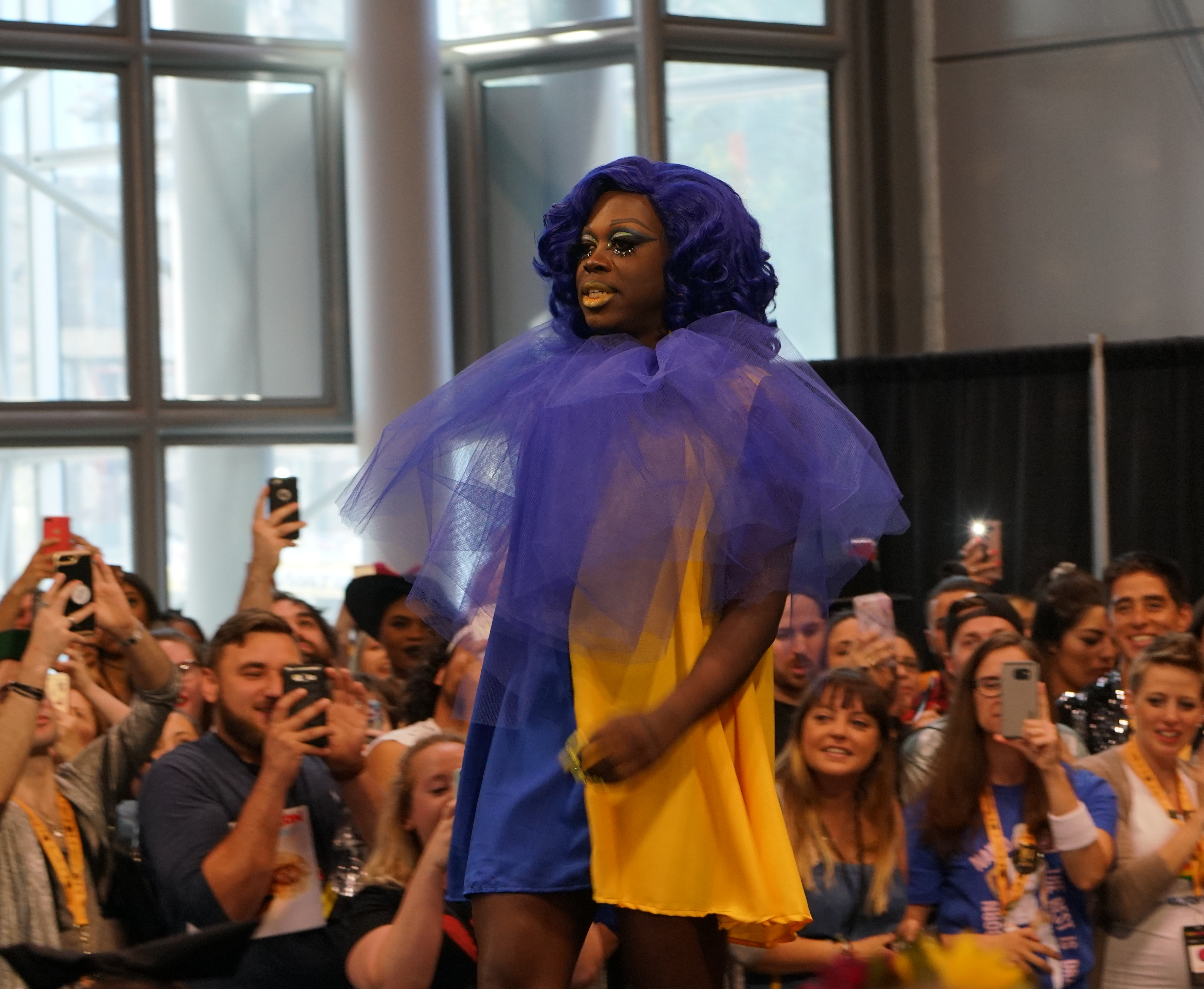
Bob a 2017-es DragConon.

2016. február 1-jén Bob, a Drag Királynő a RuPaul's Drag Race nyolcadik évadának szereplőjeként mutatkozott be. A műsorban a komédiára való összpontosításáról ismerték fel. A műsor során három kihívást nyert meg, köztük a visszatérő " Snatch Game "-t (ahol az Őrült szemet alakította, Uzo Aduba és Carol Channing alakításában). Az évad nyolcadik epizódjában Bob "az életéért lip sync-elt" Derrick Barry ellen, és nyert. 2016. május 16-án Bobot koronázták meg a szezon győztesének, és 100 000 dollár pénzdíjat kapott.
2019 júniusában a New York magazin zsűrije a nyolcadik helyre helyezte Bobot „Amerika legerősebb drag királynői” listáján, amely 100 korábbi Drag Race versenyzőt tartalmaz.

### 2020–Jelenkor:Itt vagyunk
2020-ban megkezdte az Itt Vagyunk társműsorvezetését a HBO -n a Drag Race többi versenyzőjével, Eureka O'Hara -val és Shangela -val. A sorozatban a drag királynő trió beutazza az Egyesült Államokat, hogy kisvárosok lakosait toborozzák akik részt vesznek a csak egy éjszakás drag show -ban. A 2020. április 23-i premier után a sorozatot megújították egy második évaddal, amelyet 2021. október 11-én mutattak be. 2021 decemberében a sorozat a harmadik évaddal megújult. A sorozat elismerést kapott a kritikusoktól.

### Egyéb vállalkozások
2016-ban, röviddel a Drag Race megnyerése után, Bob kiadta a "Purse First" című kislemezt DJ Mitch Ferrino közreműködésével. Szintén 2016-ban szerepelt MC Frontalot „Mornings Come and Go” című klipjében. 2017-ben együttműködött az Alaska Thunderfuckkal a "Yet Another Dig" című kislemezen, és közreműködött a Christmas Queens 3 (2017) válogatásalbumon. 2017 decemberében együttműködött Shangelával egy karácsonyi főcímdal, a "Deck A Ho" című dalban.
2018. március 15-én Bob debütált a Sibling Rivalry podcastban drag-húgával, Monét X Change-vel, mint társműsorvezető, a producer pedig DJ Mitch Ferrino volt. 2018. április 2-án a podcast videóváltozata felkerült a YouTube -ra.
Bob vendégtárs-műsorvezetőként szerepelt Trixie Mattel mellett a A Trixie és Katya Show -ban, és betöltötte Katya szokásos társműsorvezető szerepét annak távollétében. Különleges TV-vígjátékát, a Bob a Drag Királynő: Gyanusan Nagy Nő című filmet 2017 júliusában sugározta a Logo .
Bob Belize szerepét játszotta a Berkeley Rep Angyalok Amerikában című produkciójában 2018 áprilisa és júliusa között.
2019 novemberében a KMVT interjút készített Bobbal a Twin Fallsban megrendezett egyszeri drag eseményről, amely a helyi drag queeneket mutatja be, és bemutatja a nemzetközi drag-tehetségeket a Magic Valley-nek. Ezt az eseményt a Tidicue HBO We're Here (2020) című műsorának részeként forgatták.
Bob második különleges vígjátéka, a Bob a Drag Királynő: Őrült Fekete Nő 2020-ban került adásba az OutTV -n Kanadában.
Bob más drag királynőkkel is ír vicceket, mint például Trinity the Tuck, Ginger Minj és Monét X Change.
2020 márciusában Bob a drag race volt versenyzőivel, BeBe Zahara Benettel, A Vixennel, Monique Heart-tal, Peppermint-el és Shea Couleé-val együtt lépett fel a Nubia turnén, egy élő drag-show-n, amelyen a fekete drag királynők is részt vettek és rendeztek.
Bob a Black Queer Town Hall társalapítója a Peppermint mellett. A nyitó eseményen olyan előadók vettek részt, mint Laverne Cox és Angela Davis, és több mint 150 000 dollár gyűlt össze.
2021 májusában Bob szerepelt a Coach New York „Pride is Where You Find It” kampányában.
Bob LMBT aktivista, és RuPaul Drag Race -en beszélt arról a pillanatról, amikor az LMBT jogokért tiltakozott, és letartóztatták.
Bob Miz Cracker drag anyja és Monét X Change drag nővére, akik ötödik és hatodik helyezést értek el a RuPaul's Drag Race 10. évadában, és X Change megnyerte a RuPaul's Drag Race Szupersztárok 4. évadát és Cracker befutó lett a RuPaul's Drag Race Szupersztárok 5. évadban.

## Magánélet
Bob pánszexuálisként és nem binárisként azonosítja magát, és angolul a she/her és he/him névmásokat használja.
Bob poliamor, és két partnere van: Jacob Ritts fotós és Ezra Michel zenész.

## Diszkográfia

### Kislemezek

#### Vezető művészként
| Cím                                                          | Év   | Csúcsgrafikon pozíciók |
| Cím                                                          | Év   | Us Dance               |
| ------------------------------------------------------------ | ---- | ---------------------- |
| "Purse First" (DJ Mitch Ferrino közreműködésével)            | 2016 | 43                     |
| "Bloodbath" (DJ Mitch Ferrino közreműködésével)              | 2016 | —                      |
| "Yet Another Dig" (Alaska Thunderfuck 5000 közreműködésével) | 2017 | —                      |
| "Deck a Ho" (Mitch Ferrino Mix) (Shangela közreműködésével)  | 2017 | —                      |

#### Mint kiemelt művész
| Cím                                                  | Év   |
| ---------------------------------------------------- | ---- |
| "Soak It Up" (Monét X Change és Bob a Drag Királynő) | 2018 |

### Egyéb megjelenések
| Cím            | Év   | Más előadó(k) | Album              | Ref.   |
| -------------- | ---- | ------------- | ------------------ | ------ |
| "Wrong Bitch"  | 2016 | Todrick Hall  | Straight Outta Oz  |        |
| "Sandra Claus" | 2017 | —             | Christmas Queens 3 | [ 49 ] |

## Filmográfia

### Televízió
| Év            | Cím                                    | Szerep             | Megjegyzések                                   | Ref.          |
| ------------- | -------------------------------------- | ------------------ | ---------------------------------------------- | ------------- |
| 2016          | RuPaul's Drag Race                     | Önmaga (versenyző) | 8. évad, győztes                               | [ 2 ]         |
| 2016          | RuPaul's Drag Race: Untucked           | Önmaga             |                                                | [ 2 ]         |
| 2016          | High Maintenance                       | Darnel             | HBO premier epizód, "Meth(od)"                 | [ 2 ]         |
| 2017          | Playing House                          | Önmaga             | Epizód: "Reverse the Curse"                    | [ 50 ]        |
| 2017          | RuPaul's Drag Race                     | Önmaga             | 9. évad, 14. rész                              | [ 51 ]        |
| 2017          | Bob a Drag Királynő: Gyanúsan Nagy Nő  | Önmaga             | Különleges televíziós vígjáték                 | [ 49 ] [ 52 ] |
| 2018          | A Trixie &amp; Katya Show              | Házigazda          | TársműsorvezetőTrixie Mattellel, Katya helyett | [ 28 ]        |
| 2018          | RuPaul's Drag Race                     | Önmaga (Vendég)    | 10. évad, 1. rész                              | [ 53 ]        |
| 2019          | A város meséi                          | Ida Best           | Visszatérő szerep                              | [ 50 ]        |
| 2019–2022     | A Black Lady Sketch Show               | Ball Emcee         | 2 epizód                                       | [ 54 ]        |
| 2019          | Bob The Drag Queen: Őrült fekete hölgy | Önmaga             | Különleges televíziós vígjáték                 | [ 32 ]        |
| 2020          | RuPaul Celeb Drag Race-je              | Önmaga (mentor)    | RuPaul Drag Race spin-offja                    |               |
| 2020-jelenleg | Itt vagyunk                            | Önmaga             | HBO sorozat                                    | [ 55 ] [ 56 ] |
| 2021          | Egy kicsit késve Lilly Singh-el        | Önmaga             | Vendég                                         | [ 57 ]        |
| 2021          | A Sherry Vine Show                     | Önmaga             | Vendég                                         | [ 58 ]        |
| 2021          | CBS ma reggel                          | Önmaga             | Vendég                                         | [ 59 ]        |
| 2021          | Lucifer                                | Drag királynő      | Vendég                                         | [ 60 ]        |
| 2021          | A Boulet testvérek Dragulája           | Önmaga             | Vendégbíró                                     | [ 61 ]        |
| 2022          | Legendás                               | Önmaga             | Vendégbíró                                     |               |
| 2022          | Tűnj ki: LMBTQ+ ünneplés               | Önmaga             | Társházigazda                                  | [ 62 ]        |
| 2022          | Trixie Motel                           | Önmaga             | Vendég                                         | [ 63 ]        |

### Film
| Év   | Cím                         | Szerep | Megjegyzések        | Ref.          |
| ---- | --------------------------- | ------ | ------------------- | ------------- |
| 2017 | Durva éjszaka               | Önmaga | DJ                  | [ 64 ] [ 65 ] |
| 2017 | Cherry Pop                  | Kitten |                     | [ 66 ]        |
| 2018 | A nép királynője            | Önmaga | Dokumentumfilm      |               |
| 2019 | A királynők                 | Önmaga | Dokumentumfilm      |               |
| 2019 | Trixie Mattel: Moving Parts | Önmaga | Dokumentumfilm      | [ 67 ]        |
| 2020 | Live at Caroline's          | Önmaga | Különleges vígjáték | [ 68 ]        |
| 2021 | Egy hét a végítéletig       | Önmaga | Dokumentumfilm      | [ 69 ]        |

### Audio sorozat
| Év   | Cím                  | Szerep | Ref.   |
| ---- | -------------------- | ------ | ------ |
| 2019 | Fejek fognak hullani | Remy   | [ 70 ] |

### Web sorozat
| Év        | Cím                               | Szerep | Megjegyzések                             | Ref.          |
| --------- | --------------------------------- | ------ | ---------------------------------------- | ------------- |
| 2016      | Untucked                          | Önmaga | Társműsor RuPaul Drag Race-éhez          | [ 71 ]        |
| 2016      | Főzés Drag Királynőkkel           | Önmaga | Vendég                                   | [ 72 ]        |
| 2016-2019 | Bobbin' Around                    | Önmaga | Társházigazda                            | [ 49 ] [ 73 ] |
| 2017      | Bestie$ For Ca$h                  | Önmaga | Vendég, Luis Alvarezzel                  | [ 74 ]        |
| 2018      | Drag Babies                       | Önmaga | Házigazda                                | [ 75 ]        |
| 2018      | Cosmo Queens                      | Önmaga | Vendég                                   | [ 76 ]        |
| 2019      | Ask Me Another                    | Önmaga | Podcast; vendég                          | [ 77 ]        |
| 2019      | The X Change Rate                 | Önmaga | Házigazda: Monet X Change                | [ 78 ]        |
| 2019      | Egy drag királynő portréja        | Önmaga | Vendég, 4. rész                          | [ 79 ]        |
| 2019      | Drag My Dad                       | Önmaga | Házigazda                                | [ 80 ]        |
| 2020-22   | The Pit Stop                      | Önmaga | 12. évad, All Stars 5. és 7. műsorvezető | [ 81 ] [ 82 ] |
| 2020      | Gayme Show                        | Önmaga | Vendégbíró                               | [ 83 ]        |
| 2020      | The Marti Report                  | Önmaga | Vendég                                   | [ 84 ]        |
| 2020      | A borítékban: A színész podcastja | Önmaga | Podcast; vendég                          | [ 85 ]        |
| 2021      | In the Dollhouse With Lina        | Önmaga | Vendég                                   | [ 86 ]        |
| 2021      | What's My Game?                   | Önmaga | Vendég                                   |               |
| 2021      | Beyond The Binary                 | Önmaga | Vendég                                   |               |
| 2021      | Coach Conversations               | Önmaga | Társ műsorvezető                         | [ 87 ]        |

### Zenevideók

#### Vezető művészként vagy rendezőként
| Év   | Cím                                                      | Jóváírva mint | Jóváírva mint | Megjegyzések                                            | Ref(s) |
| Év   | Cím                                                      | Vezető művész | Rendező       | Megjegyzések                                            | Ref(s) |
| ---- | -------------------------------------------------------- | ------------- | ------------- | ------------------------------------------------------- | ------ |
| 2016 | "Purse First"                                            | Igen          | Nem           |                                                         | [ 88 ] |
| 2016 | "Vérfürdő"                                               | Igen          | Nem           |                                                         | [ 89 ] |
| 2017 | "Yet Another Dig (Alaska Thunderfuck közreműködésével) " | Igen          | Nem           |                                                         | [ 90 ] |
| 2018 | "Soak It Up" (Monét X Change és Bob a Drag Királynő)"    | Igen          | Nem           |                                                         | [ 91 ] |
| 2019 | "Super Queen REMIX ft Bob a Drag Királynő és Thorgy"     | Igen          | Nem           |                                                         | [ 92 ] |
| 2020 | "Girl Baby"                                              | Igen          | Nem           |                                                         | [ 93 ] |
| 2021 | "Girl Baby"                                              | Nem           | Igen          | Igazgatóként elismert; művészi elismerés Ezra Michelnek | [ 94 ] |

#### Kiemelt és cameo szerepek
| Év                           | Cím  | Művész                             | Ref(s) |
| ---------------------------- | ---- | ---------------------------------- | ------ |
| "The Realness"               | 2016 | RuPaul                             | [ 95 ] |
| "Straight Outta Oz"          | 2016 | Todrick Hall ft. Bob, a Drag Queen | [ 96 ] |
| "Scores"                     | 2019 | Kahanna Montrese                   |        |
| "Mask, Gloves, Soap, Scrubs" | 2020 | Todrick Hall                       | [ 97 ] |

## Színház
| Év   | Termelés            | Szerep | Helyszín                     | Megjegyzések           | Ref.   |
| ---- | ------------------- | ------ | ---------------------------- | ---------------------- | ------ |
| 2017 | Angyalok Amerikában | Belize | Berkeley Repertórium Színház | Caldwell Tidicue néven | [ 30 ] |

## Díjak és jelölések
| Év   | Díj           | Kategória                                                         | Munka           | Eredmény | Ref.            |
| ---- | ------------- | ----------------------------------------------------------------- | --------------- | -------- | --------------- |
| 2021 | Queerty-díjak | Podcast                                                           | Sibling Rivalry | Jelölt   | [ 98 ]          |
| 2022 | Queerty-díjak | Podcast                                                           | Sibling Rivalry | Jelölt   | [ 99 ]          |
| 2022 | A WOWIE-díjak | A legjobb YouTube csatorna (A lájk, komment és feliratkozás díja) | Önmaga          | Jelölt   | [ 100 ] [ 101 ] |
| 2022 | A WOWIE-díjak | A legjobb podcast (The After The Break Award)                     | Sibling Rivalry | Jelölt   | [ 100 ] [ 101 ] |